# Filme de Amor
Filme de Amor é uma canção da cantora pop brasileira Wanessa Camargo, presente em seu terceiro álbum de estúdio, o homônimo Wanessa Camargo, de 2002. Foi lançada como terceiro single do disco em 11 de agosto de 2003. Foi composta por Carlos Colla, Zé Henrique, Marcelão e Sérgio Knust.

## Videoclipe
No videoclipe Wanessa encarna uma indiana buscando a reflexão interior de seu amor.

### Lista de Faixas
Download digital
1. Filme de Amor - 3:40

### Histórico de lançamento
| País   | Data                 | Formato(s) | Gravadora |
| ------ | -------------------- | ---------- | --------- |
| Brasil | 11 de agosto de 2003 | Airplay    | Sony BMG  |